# Edwin Salazar
Edwin Ernesto Salazar Ruiz (Colombia; 3 de agosto de 1991) es un futbolista colombiano, se desempeña como delantero y actualmente juega en el Rocha de la Segunda División Profesional de Uruguay.

## Trayectoria

### Orsomarso
El 3 de marzo de 2016 debuta como profesional con el Orsomarso en la Segunda División de Colombia marcando gol en la victoria 2 por 1 sobre el Cortuluá, vuelve a marcar gol el 23 de julio en el 2 a 0sobre Itagüí Leones.

### PS Kemi
Para el 2017 llega al futbol finlandés a jugar con el  PS Kemi de la Veikkausliiga de Finlandia. El 6 de mayo anota el único gol de su equipo en la derrota como locales 1-4 frente a KuPS Kuopio.

### PEPO Lappeenranta
El 11 de enero de 2018 es confirmado como nuevo jugador de PEPO Lappeenranta de la Kakkonen firmando a préstamo por un año con opción de compra. El 20 de enero debuta con gol en la derrota 4 por 1 frente a HJK Helsinki por la Copa de Finlandia, el 4 de febrero vuelve a marcar gol en la nueva caída 4 por 1 esta contra HIFK Helsinki.

## Clubes
| Club              | País      | Año             |
| ----------------- | --------- | --------------- |
| Orsomarso         | Colombia  | 2016            |
| PS Kemi           | Finlandia | 2017            |
| PEPO Lappeenranta | Finlandia | 2018            |
| Rocha             | Uruguay   | 2019            |
| Costa del Este    | Panamá    | 2020            |
| Rocha             | Uruguay   | 2020 - presente |

### Palmarés
| Título                               | Club  | País    | Año     |
| ------------------------------------ | ----- | ------- | ------- |
| Clausura de Primera División Amateur | Rocha | Uruguay | 2019    |
| Liga de Primera División Amateur     | Rocha | Uruguay | 2019-20 |

## Estadísticas
| Club                          | Div.  | Temporada | Liga  | Liga  | Copa Nacional | Copa Nacional | Copa Internacional | Copa Internacional | Total | Total |
| Club                          | Div.  | Temporada | Part. | Goles | Part.         | Goles         | Part.              | Goles              | Part. | Goles |
| ----------------------------- | ----- | --------- | ----- | ----- | ------------- | ------------- | ------------------ | ------------------ | ----- | ----- |
| Orsomarso · Colombia          | 2.ª   | 2016      | 12    | 1     | 3             | 1             | -                  | -                  | 15    | 2     |
| Orsomarso · Colombia          | Total | Total     | 12    | 1     | 3             | 1             | 0                  | 0                  | 15    | 2     |
| PS Kemi · Finlandia           | 1.ª   | 2017      | 13    | 1     | 1             | 0             | -                  | -                  | 14    | 1     |
| PS Kemi · Finlandia           | Total | Total     | 13    | 1     | 1             | 0             | 0                  | 0                  | 14    | 1     |
| PEPO Lappeenranta · Finlandia | 3.ª   | 2018      | 10    | 4     | 4             | 2             | -                  | -                  | 18    | 6     |
| PEPO Lappeenranta · Finlandia | Total | Total     | 10    | 4     | 4             | 2             | 0                  | 0                  | 18    | 6     |
| Total en su carrera           |       |           |       |       |               |               |                    |                    |       |       |